# Jules Vannérus
Lucien-Jules Vannérus (Diekirch, 2 februari 1874 - Brussel, 25 januari 1970) was een Belgisch archivaris, historicus en toponymist van Luxemburgse afkomst.

## Biografie
Jules Vannérus was afkomstig uit een notabelenfamilie uit Diekirch, bestaande uit magistraten, notarissen en beheerders van vennootschappen. Hij was een zoon van François-Ernest Vannérus (1830-1908), doctor in de rechten, gemeenteraadslid van Diekirch en gedeputeerde, en Marie-Rosine le Jeune, geboren in Aarlen. In 1877 verhuisden zij naar Brussel.
Hij studeerde drie jaar geneeskunde aan de Université libre de Bruxelles, maar legde zich nadien op de geschiedenisdiscipline toe. Op 3 april 1896 behaalde hij het diploma van kandidaat-archivaris. Hij koos voor de Belgische nationaliteit en werd als archivaris bij het Rijksarchief te Bergen aangesteld. Op 15 mei 1900 werd Vannérus adjunct-conservator bij het Rijksarchief in Antwerpen. Op 27 februari 1905 volgde promotie tot conservator, wat hij bleef tot 1913. Vervolgens werd hij om gezondheidsredenen ter beschikking gesteld tot 1915, wanneer hem eervol ontslag werd verleend en hij de titel ereconservator van het Rijksarchief ontving.
Zijn perfecte kennis van het Duits leverde Vannérus op 1 september 1920 de functie van conservator van de Commissie voor Oorlogsarchieven op, waar zijn rol de overhand bleek te hebben. Deze functie vervulde hij tot 15 mei 1928, wanneer deze bijzondere archieven aan het Algemeen Rijksarchief te Brussel werden toegevoegd. Hij werd vervolgens lid van het directiecomité van het Algemeen Rijksarchief.
Op 1 oktober 1939 werd hij de eerste directeur van de pas opgerichte Academia Belgica in Rome. Door het uitbreken van de Tweede Wereldoorlog moest de academie alle activiteiten stopzetten en Vannérus keerde terug naar België. Hij stopte met al zijn professionele activiteiten en besteedde de rest van zijn leven aan onderzoek in zijn hotel aan de Ernestinelaan in Elsene of op zijn eigendom in Spa.
De meeste wetenschappelijke publicaties van Vannérus zijn gewijd aan het grondgebied van het voormalige graafschap en vervolgens het hertogdom Luxemburg. Hij onderzocht het historische territorium van de Romeinse tijd tot het einde van het ancien régime aan de hand van specifieke onderwerpen en een historische benadering, maar maakte ook gebruik van disciplines zoals Romaanse en Germaanse filologie, toponymie, antroponymie, paleografie, numismatiek, sigillografie, heraldiek, archeologie, genealogie, historische geografie en folklore. Hij was lid en secretaris-penningmeester van onder meer de Koninklijke Commissie voor Geschiedenis.